# Асаді Тусі
Асаді Тусі (?, Тус— 1072, Тебріз) — перський поет XI століття, автор героїчної поеми-маснаві «Гершасп-наме» (1064—1066), присвяченій подвигам сістанского богатиря Гершаспа, і словника новоперсидскої мови (فرهنگ لغت فرس). В найдавнішому перському тлумачному словнику «Лугате фурс» (IX ст) Асаді Тусі збереглися фрагменти зниклих поем Рудакі та Унсурі.
Протягом життя Асаді провінція Хорасан піддавалася нашестю ворогуючих один з одним тюркських племен, в результаті чого освічені верстви населення покидали регіон. Асаді Тусі також у віці 20 років покинув свою батьківщину, відправившись в іранську провінцію Азербайджан, де він залишався до самої своєї смерті. Відомо, що «Гершасп-наме» була написана Тусі під час його перебування в Нахічевані. В останній рік життя він був поетом при дворі шеддадідського еміра Ані Манучеїра ібн Шавура. Могила Тусі знаходиться в місті Тебріз.

### Loḡat-e fors(корасанський перський словник)
Словник був написаний, щоб ознайомити жителів Аррану та іранського Азербайджану з незнайомими фразами у східноперській (дарі) поезії. Це найстаріший існуючий перський словник , заснований на прикладах з поезії та містить фрагменти втрачених літературних творів, таких як Каліла та Дімна Рудакі та Ваміка та «Адхра » Унсурі .  Різноманітність рукописів існує в Ірані та інших країнах; найстаріший (1322), можливо, знаходиться в бібліотеці Малека в Тегерані, хоча написаний у Сафіна-ї Тебріз також відноситься до того ж періоду.